# Mouse Island (ö i Hongkong)
Mouse Island är en ö i Hongkong (Kina). Den ligger i den nordvästra delen av Hongkong.